# DN1F
De DN1F (Drum Național 1F of Nationale weg 1F) is een weg in Roemenië. Hij loopt van Cluj-Napoca via Zalău, Șărmășag en Carei naar Hongarije. De weg is 178 kilometer lang. 

## Europese wegen
De volgende Europese weg loopt met de DN1F mee:
- Cluj-Napoca - Supuru de Sus